# Hiroshi Hasegawa
Hiroshi Hasegawa (長谷川 弘 Hasegawa Hiroshi?) (1 de enero de 1934-12 de diciembre de 2023) fue un piloto de motociclismo japonés, que compitió en el Campeonato del Mundo de Motociclismo entre 1963 y 1967.

## Biografía
Su primera aparición en el Mundial se registra en 1963 en la categoría de 250cc con un cuarto puesto en el TT Isla de Man. En los siguientes años, recogen puntuales apariciones siempre con Yamaha hasta llegar a su victoria en el Gran Premio de Japón de 1966 de 250cc.
Con una Yamaha también conquista la primera edición del Gran Premio de Macao, que se disputa ininterrumpidamente en el trazadi urbano de Macao, repitiendo el año sucesivo.

## Resultados en el Campeonato del Mundo

### Carreras por año
Sistema de puntuación desde 1950 hasta 1968:
| Posición | 1.º | 2.º | 3.º | 4.º | 5.º | 6.º |
| Puntos   | 8   | 6   | 4   | 3   | 2   | 1   |

(carreras en cursiva indica vuelta rápida)
| Año  | Cat.  | Moto   | 1     | 2     | 3     | 4     | 5     | 6       | 7     | 8     | 9     | 10    | 11    | 12      | 13      | Pts. | Pos. |
| ---- | ----- | ------ | ----- | ----- | ----- | ----- | ----- | ------- | ----- | ----- | ----- | ----- | ----- | ------- | ------- | ---- | ---- |
| 1963 | 250cc | Yamaha | ESP - | GER - | FRA - | IDM 4 | NED - | BEL Ret | ULS - | RDA - |       | FIN 4 | ARG - | JPN 7   |         | 3    | 14.º |
| 1964 | 125cc | Yamaha | USA - | ESP - | FRA - | IOM - | NED - | BEL -   | GER - | ULS - | RDA - | FIN - | NAT - | JPN Ret |         | 0    | -    |
| 1964 | 250cc | Yamaha | USA - | ESP - | FRA - | IOM - | NED - | BEL -   | GER - | ULS - | RDA - | FIN - | NAT - | JPN 3   |         | 4    | 15.º |
| 1965 | 250cc | Yamaha | USA - | GER - | ESP - | FRA - | IOM - | NED -   | BEL - | RDA - | CZE - | ULS - | FIN - | NAT -   | JPN 5   | 2    | 27.º |
| 1966 | 250cc | Yamaha | ESP - | GER - | FRA - | NED - | BEL - | RDA -   | CZE - | FIN - | ULS - | IDM - | NAT - | JPN 1   |         | 8    | 11.º |
| 1967 | 250cc | Yamaha | ESP - | GER - | FRA - | IDM - | NED - | BEL -   | RDA - | CZE - | FIN - | ULS - | NAT - | CAN -   | JPN Ret | 0    | -    |